# 中国商飞C929
中国商飞C929，是中国商用飞机计划研制的首款大型远程宽体飞机。C929将按照国际主流适航标准开展研制，根据研制经验，从项目启动到实现首飞，预计需要7年左右时间，到实现产品交付预计需要10年左右时间。截至2024年10月，该款机型尚处于开展初步设计和供应商的选择工作中。

## 發展歷史

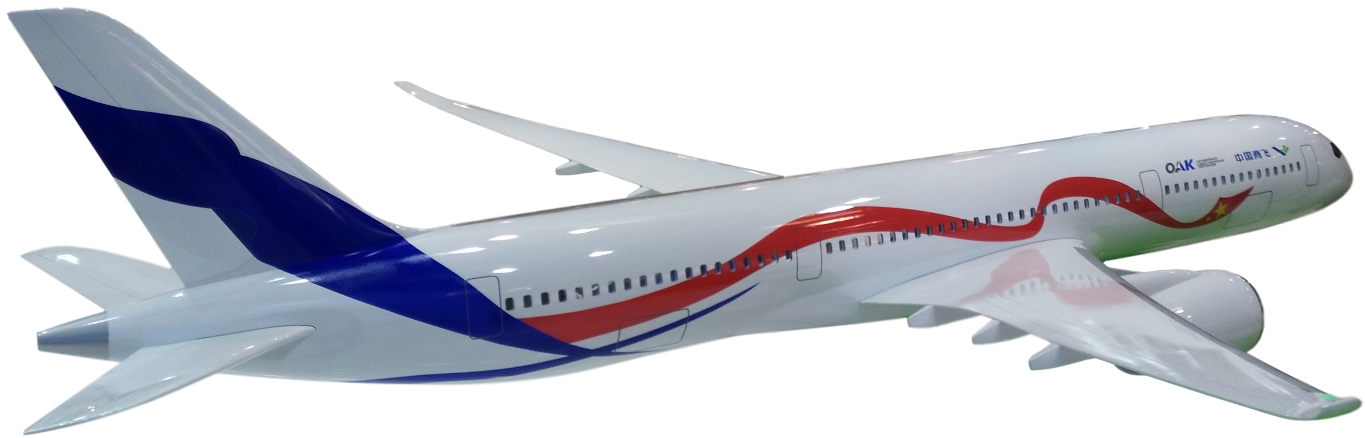
2017巴黎航展展出的C929模型

### 中俄聯合注資研制
2016年6月25日，在中华人民共和国领导人习近平与俄罗斯总统普京见证下，中国商用飞机公司与俄罗斯聯合航空製造公司签署了项目合资合同，中俄两国企业就研制宽体客机正式确立緊密的合作关系。11月的珠海航展上，中俄两家公司又共同展出了1：10比例的C929模型。双方透露，将按照对等原则开展研制工作，莫斯科提供設計與部件，在上海组建合资公司作为项目实施主体，飞机总装将在上海完成。
2017年5月22日，C929從合資專案變成獨立企業，象徵著中俄政府間重大項目的开发者——中俄国际商用飞机有限责任公司（中俄商飞）也在上海正式成立。双方已完成了飞机级指标初步定义，明确了基本型的航程（12,000公里）和座级（280座），此間雙方爭論也開始，俄方打算以升級自家伊留申96M來研製，但遭到中方團隊以需求不同拒絕，真實進度並不明確。
2017年9月29日，该中俄联合远程宽体客机在上海被正式命名为中俄商飞CR929（CRAIC CR929）。儘管中俄的需求不同意見分歧，不過C和R分别代表中俄两国，“9×9”寓意天长地久，“2”表示客机由两国企业合作研制，命名方式就此確定為CR系列客機。
2018年5月，中國商飛公司召開CR929飛機機身和尾翼工作包聯合概念定義階段（JCDP）啓動會，展開CR929機身和尾翼研發工作。並在上海航空展展出1:15比例的剖開式模型以及研發進度展示。2018年11月6日，CR929远程宽体客机1:1展示样机在珠海航展对外展出，包括驾驶舱、头等舱、公务舱、经济舱等。

### CR929多次的考驗與分割
2020年7月8日，聯合航空製造公司宣佈CR929預計改於2021年完成研發，並推至2028-29年間作首次交付。此外，由於俄方表示不會轉移任何專利及要求进入中国市場，但中方堅持要技術轉讓並保護國內飛機市場，雙方正為相關問題進行交涉。2020年9月，由於俄羅斯經濟受當地疫情影響而蕭條，導致該國政府決定大幅削減原定計劃的CR929項目預算。及後，中國西北工业大学、中国商飞的一篇新闻报道中将该型飞机改称为C929。
然而，CR929合作項目的談判最後並無破裂，2020年11月尾，在不少討論下，宣布CR929的風洞測試仍在俄羅斯完成。同年12月，中方總設計師陳迎春表示，CR929的訂單預計可達1,000架以上，而首架飛機將遲於2023年完成組裝。此外，中俄兩國的民航部門，亦已就CR929的適航審批工作開始前期研究。
至2021年初，媒體透露CR929原始設計圖最終還是被完成了，組裝預計將於同年年尾開始。2021年9月2日，在外傳中俄合作生產相關的爭議後，據報導CR929远程宽体客机仍繼續准备中，首架飞机更外傳已经开工制造。
2022年，因俄罗斯入侵乌克兰，受制裁影響，CR929原定的西方航電與歐洲發動機的供應均受到衝擊，該機動力來源選項將只剩下PD-35或是中國產的CJ2000A。7月，項目設計除需要變更外更再度陷入緊張，在俄罗斯這邊也傳出異音，時任副总理尤里·鲍里索夫在“未来工程师”论坛上说，正在减少与中国联合建造远程宽体飞机的参与度。同年九月於上海，中国商用飞机有限责任公司首席科学家吴光辉介紹，仍稱為CR929客机，還透露复材比例51%，可覆盖95%的航线运营需求，典型航段经济性优于竞争机型10%以上，目前已确定飞机总体技术方案，选定机身、尾翼结构部段供应商，正式转入初步设计，但其中卻未有已生產與開始原型製造等字眼。
2023年俄羅斯政府1月4日還發佈消息稱，新任副總理丹尼斯·曼圖羅夫視察了中央空氣流體動力研究所（TsAGI）和位於烏里揚諾夫斯克的俄技集團聯合航空製造集團公司的企業。除了自產客機，其中也包含俄中CR929客機復合材料原型機翼製造訂單，並於三月份送交，但2023年6月19日至6月25日的巴黎航展上，商飛自己不再提及CR929客機，效果圖只以「Long Range Wide-body」的形式展出，缺少俄國的字眼，因此推測中方與俄方可能已經不再有打算進行項目的合作。

### 商飛獨立續造
2023年10月27日至29日舉辦的南昌航空展上，中國商飛展覽展示客機商品名稱是C929，意味俄廠家已完成權利分離正式拆夥了合資研製工作。俄羅斯資金與技術退出後，CR929項目回到商飛公司並把品牌改回C929，11月4日，中国商飞副总经理戚学锋在首届CATA航空大会开幕式上表示，C929飞机已到「详细设计」階段。
根據在2021年中國商飛公司選定建造CR929機身的中國製造商華瑞航空曾透露的消息，華瑞航空在2024年2月份表示，首架“機身中段”將於2027年9月1日之前交付。4月15日，C929项目联合攻关启动大会在中国商飞公司召开，多家國內學術機構、培訓單位與供應商受邀參加，与会专家分为总体气动、机体结构、复材结构、航电电气、机械系统、推进系统等6个专题组進行分享。中國商飛客服公司副總經理佟宇在此之前曾透露，在變成為中國自己的專案後，項目將是由國內廠家延續，正按當初CR929設計正在穩步推進中，所以他相信不久的未來原型機就能夠亮相。他並估計，新的C929基於已有累積成果，試飛可能「很快」會到來。另一方面，上海航空器適航審定中心副主任揭裕文最新透露，正開展C929適航申請前的相關工作，商飛預計年底會向民航局提出型號合格證申請，審定部門這邊也已介入前期研究中，為首次自主廣體客機的驗收工程，更好地建立標準、發現技術難題奠定基礎。

## 規格

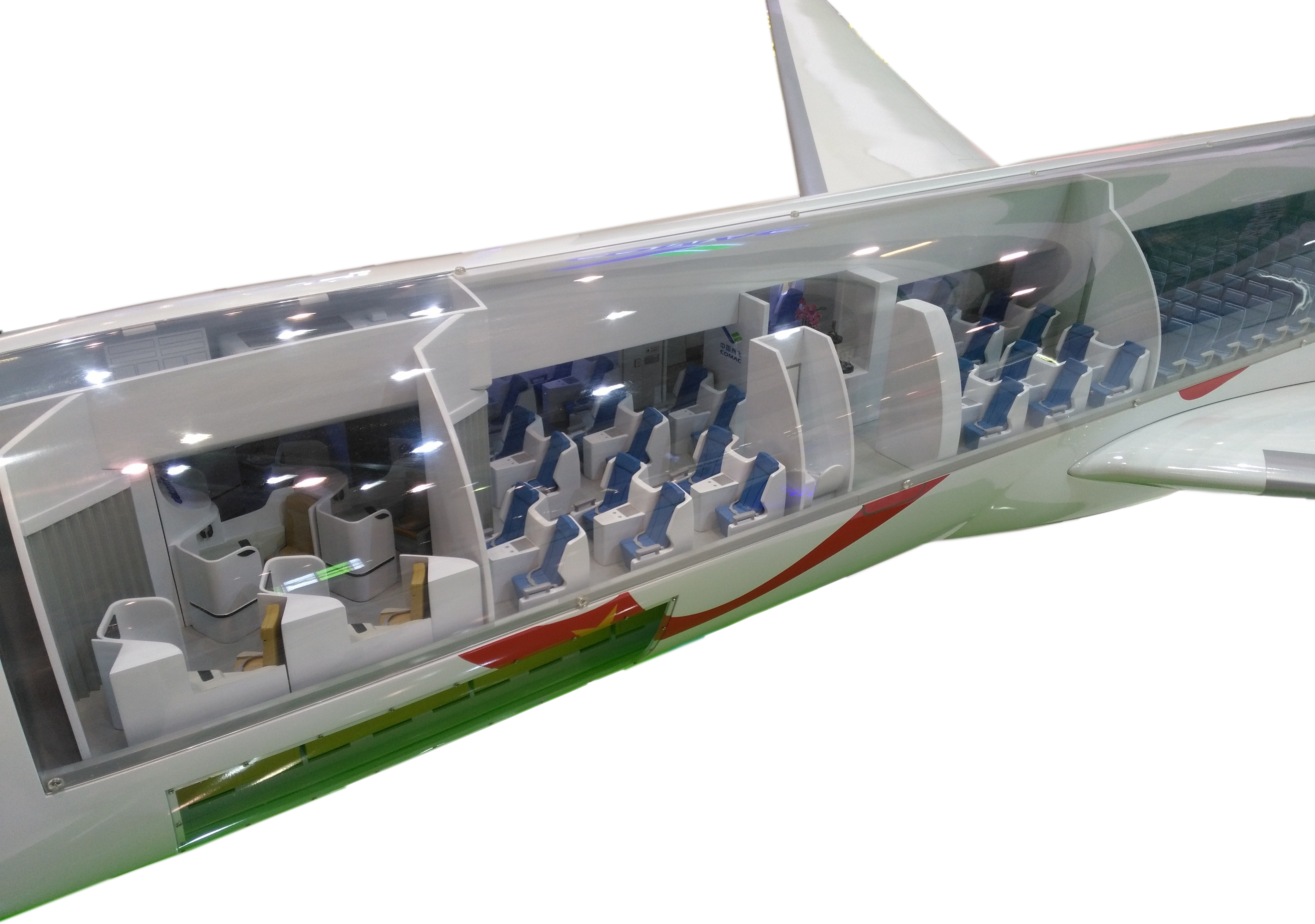
C929座舱布置
頭等：1-2-1
商務：2-2-2
經濟：3-3-3

目前提出的规格共有一个型号。C929-700在三舱下 282（3级），二舱下 292-310 (2级)，全经济级 406（1级)，高密度全经济级 440（1级），航距12,000公里。目标市场以波音787、空客330-900同等级的客机市场为主，经济舱为3-3-3座舱布置。机身为全碳纤维，由四块全碳纤维拼成筒段，筒段分为：前机身、中机身、中后机身、后机身前段、后机身后段。全碳纤维中央翼盒及机翼。横截面可以达到6米，这相较竞品787和330-900更宽，也比A350机身更宽。
| 机师数       | 2 | 2                                                                                   |                                                                                     |
| 座位数       | 三艙等 282（3級） 二艙等 292-310 (2級) 全经济级 406（1级) 高密度全经济级 440（1级）                      | 三艙等 282（3級） 二艙等 292-310 (2級) 全经济级 406（1级) 高密度全经济级 440（1级） | 三艙等 282（3級） 二艙等 292-310 (2級) 全经济级 406（1级) 高密度全经济级 440（1级） |
| 长度         | 63.3（207英尺8英寸）                                                                                     | 63.3（207英尺8英寸）                                                                |                                                                                     |
| 翼展         | 63.9（209英尺8英寸）                                                                                     | 63.9（209英尺8英寸）                                                                |                                                                                     |
| 高度         | 17.4（57英尺1英寸）                                                                                      | 17.4（57英尺1英寸）                                                                 |                                                                                     |
| 机身高度     | 6.07（19英尺11英寸）                                                                                     | 6.07（19英尺11英寸）                                                                |                                                                                     |
| 机身宽度     | 6（19英尺8英寸）                                                                                         | 6（19英尺8英寸）                                                                    |                                                                                     |
| 最大座舱宽度 | 5.65（18英尺6英寸）                                                                                      | 5.65（18英尺6英寸）                                                                 |                                                                                     |
| 最大起飞重量 | 247,500（545,600磅）                                                                                     |                                                                                     |                                                                                     |
| 巡航速率     | 0.85馬赫（647.03英里每小時；1,041.29每小時）                                                             | 0.85馬赫（647.03英里每小時；1,041.29每小時）                                        |                                                                                     |
| 满载航距     | 12,000（6,500海里）                                                                                      |                                                                                     |                                                                                     |
| 引擎         | 第一階段：預計為2台勞斯萊斯制遄達7000或通用电气航空制GEnx-1C 第二階段：預計為2台中國航發商發製CJ-2000A型 |                                                                                     |                                                                                     |

## 運營航司與訂單數據
2024年11月12日，中國國際航空與中國商用飛機簽署C929客機首家用戶框架協議，意向成為C929廣體客機的全球首家用戶。
| 航空公司     | 國家 | 機材照片 | 服役中客機 | 即將待交付客機 | 備註 |
| ------------ | ---- | -------- | ---------- | -------------- | ---- |
| 中國國際航空 | 中國 |          |            | 待定           |      |

## 参見
中國商飛产品线
- C909 - C919 - C929 - C939

类似型号
- 波音787
- 空中客车A330